# Maria Walanda Maramis
Maria Josephine Catherine Maramis, née le 1er décembre 1872 et morte le 22 avril 1924, communément appelée Maria Walanda Maramis, est une guerrière indonésienne. Elle est reconnue comme une héroïne nationale d'Indonésie pour sa lutte en faveur des droits des femmes en Indonésie au début du XXe siècle.

## Biographie

### Jeunesse
Maria Maramis naît dans une famille chrétienne de Kema, une petite ville du district de Minahasa du Nord, dans la province de Sulawesi du Nord.
Elle était la plus jeune de trois enfants. Son frère, Andries Maramis, est le père d'Alexandre Andries Maramis, devenu plus tard militant pour l'indépendance de l'Indonésie, ministre et d'ambassadeur au sein du gouvernement indonésien.
Maria Maramis devient orpheline à l'âge de six ans lorsque ses parents, atteints d'une maladie, décèdent l'un après l'autre en peu de temps. Un oncle prend sous son aile la fratrie et l'amène à Maumbi, où il occupe le poste de chef de district.
Maria Maramis et sa sœur fréquentent l’école malaise Sekolah Melayu. Elles y apprennent les bases, telles que l'écriture, la lecture et des notions de science et d'histoire. Il s'agit de la seule éducation formelle que reçoit Maria Maramis.
Maria Maramis épouse Joseph Frederick Caselung Walanda, professeur de langues, en 1890. Après son mariage, elle opte pour le nom de Maria Walanda Maramis.

### PIKAT
Après avoir déménagé à Manado, Maria Maramis commence à écrire des éditoriaux dans un journal local appelé Tjahaja Siang. Dans ses articles, elle souligne l'importance du rôle des mères dans la cellule familiale. Elle explique aussi que les soins et la santé de la famille sont la responsabilité de la mère. L'éducation primaire de l'enfant viendrait également de la mère.
Consciente de la nécessité de préparer les jeunes femmes à assumer leur rôle de gardiennes de leur famille, Maria Maramis crée, avec l'aide d'autres, une organisation appelée « L'amour d'une mère envers ses enfants » (en indonésien : Percintaan Ibu Kepada Anak Turunannya (PIKAT)), le 8 juillet 1917. L’objectif de cette organisation est d’enseigner aux femmes les tâches familiales, tels que la cuisine, la couture, les soins du nourrisson et l’artisanat.
Grâce au leadership de Maria Maramis, PIKAT grandit et développe des organisations sœurs. Des antennes à Java sont également montées par des femmes locales à Batavia, Bogor, Bandung, Cimahi, Magelang et Surabaya.
Le 2 juin 1918, PIKAT ouvre une école à Manado. Maria Maramis continue d'être active au sein de PIKAT jusqu'à sa mort en 1924.
Pour honorer sa contribution à la promotion des femmes en Indonésie, Maria Walanda Maramis est nommée héroïne nationale (en indonésien : Pahlawan Pergerakan Nasional) par le gouvernement indonésien le 20 mai 1969.

### Droit de vote des femmes à Minahasa
En 1919, un organe représentatif régional de Minahasa voit le jour. Ses membres sont arbitrairement choisis, mais des élections sont prévues pour choisir les membres suivants par vote populaire. Seuls les hommes ont la possibilité de devenir représentants. Maria Maramis prend alors position et défend le droit de vote des femmes à choisir leurs propres représentants. Ses efforts atteignent Batavia (maintenant connue sous le nom de Jakarta ; à l'époque appelée Betawi en indonésien) et en 1921, les Néerlandais autorisent la participation des femmes aux élections.

## Postérité
Le 1er décembre 2018, un Google Doodle rend hommage à Maria Walanda et célèbre son 146e anniversaire.